# Paul Strenkert
Paul Strenkert (* 9. Januar 1899 in Oedheim; † 1. Dezember 1989 in  Paderborn) war ein deutscher Gewerkschafter und Politiker (BVP, später CSU).

## Leben und Beruf
Nach dem Besuch der Volksschule und der Fortbildungsschule absolvierte Strenkert eine Ausbildung zum Bergmann und war anschließend bis 1930 als Bergarbeiter im Steinsalzbergbau tätig. Er engagierte sich seit 1913 in der Katholischen Jugend und in der Christlichen Gewerkschaft, bildete sich an einer christlichen Gewerkschaftsschule weiter und besuchte 1928/29 die Soziale Hochschule Leohaus. Von 1914 bis 1918 nahm er als Soldat am Ersten Weltkrieg teil.
Strenkert war seit 1930 Arbeiter- und Diözesansekretär sowie Geschäftsführer beim Diözesanverband in Augsburg. Nach der Machtübernahme der Nationalsozialisten wurde er 1933 kurzzeitig in „Schutzhaft“ genommen und 1939 aus seinem Amt als Arbeitersekretär entlassen. Von 1939 bis 1945 nahm er als Soldat am Zweiten Weltkrieg teil. Zuletzt geriet er in Gefangenschaft.
Strenkert beteiligte sich 1945 an den Gründungen des Bayerischen Gewerkschaftsbundes (BGB) und des Deutschen Gewerkschaftsbundes (DGB). Er war von 1946 bis 1957 erneut als Arbeiter- und Diözesansekretär in der katholischen Arbeiterbewegung (Katholisches Werkvolk) der Diözese Augsburg tätig und setzte sich gleichzeitig für den Aufbau christlicher Arbeitnehmerorganisationen ein. Daneben fungierte er von 1950 bis 1957 als Vorstandsvorsitzender der AOK Kempten und als Vorstandsmitglied der Landesversicherungsanstalt Schwaben. Ferner war er von 1953 bis 1957 Präsident der Allgäuer Katholikentage, 1958 Vizepräsident des 78. Deutschen Katholikentages in Berlin und im Anschluss Präsident der Katholischen Sozialen Woche Deutschlands.

## Partei
Strenkert war von 1918 bis zu ihrer Auflösung 1933 Mitglied der BVP. Er beteiligte sich 1945 an der Gründung der CSU und wurde in den Landesvorstand der Partei gewählt.

## Abgeordneter
Strenkert war 1932/33 sowie von 1945 bis 1962 Ratsmitglied der Stadt Kempten. 1950 wurde er in den Bayerischen Landtag gewählt, dem er bis 1966 angehörte. Hier war er von 1950 bis 1958 Mitglied des Ausschusses für Sozialpolitische Angelegenheiten.

## Öffentliche Ämter
Strenkert wurde am 16. Oktober 1957 als Staatssekretär für Arbeit und Soziale Fürsorge in die von Ministerpräsident Hanns Seidel geführte Regierung des Freistaates Bayern berufen und gehörte auch der von Ministerpräsident Hans Ehard geleiteten Folgeregierung an. Nach der Bildung einer CSU-Alleinregierung wurde er am 11. Dezember 1962 von Ministerpräsident Alfons Goppel zum Staatsminister für Arbeit und Soziale Fürsorge ernannt. Am 24. Juni 1964 trat er von diesem Amt zurück und wurde von Hans Schütz abgelöst.

## Auszeichnungen
- 16. Januar 1961: Bayerischer Verdienstorden